# Горбрух
Горбрух (нім. Horbruch) — громада в Німеччині, розташована в землі Рейнланд-Пфальц. Входить до складу району Біркенфельд. Складова частина об'єднання громад Раунен.
Площа — 5,18 км2. Населення становить 334 ос. (станом на 31 грудня 2020).